# Passiflora putumayensis
Passiflora putumayensis är en passionsblomsväxtart som beskrevs av Ellsworth Paine Killip. Passiflora putumayensis ingår i släktet passionsblommor, och familjen passionsblomsväxter. Inga underarter finns listade i Catalogue of Life.